# Рязановский сельсовет (Башкортостан)
Рязановский сельсовет — муниципальное образование в Стерлитамакском районе Башкортостана.
Административный центр — деревня Рязановка.

## История
Согласно Закону о границах, статусе и административных центрах муниципальных образований в Республике Башкортостан имеет статус сельского поселения.

## Население
| 2002  | 2009  | 2010  | 2012  | 2013  | 2014  | 2015  |
| ----- | ----- | ----- | ----- | ----- | ----- | ----- |
| 981   | ↗1104 | ↗1119 | ↘1112 | ↘1096 | ↘1076 | ↘1064 |
| 2016  | 2017  | 2018  |       |       |       |       |
| ↘1043 | ↘1015 | ↗1025 |       |       |       |       |

## Состав сельского поселения
| № | Населённый пункт | Тип населённого пункта          | Население |
| - | ---------------- | ------------------------------- | --------- |
| 1 | Рязановка        | деревня, административный центр | ↗616      |
| 2 | Кучербаево       | деревня                         | ↘332      |
| 3 | Маршановка       | деревня                         | ↗83       |
| 4 | Еслевский        | деревня                         | ↘70       |
| 5 | Рыбкинский       | хутор                           | ↘12       |
| 6 | Новомукатовка    | деревня                         | ↘6        |

## Известные уроженцы
- Акчулпанов, Шагихайдар Шахингареевич (1868 — ?) — военный деятель, активный участник башкирского национального движения, подполковник (1917)[15].
- Гарифуллин, Фарит Шарифуллинович (род. 20 декабря 1928) — агроном, Заслуженный деятель науки БАССР (1976), доктор сельскохозяйственных наук (1984), профессор (1985), почётный академик Академии наук Республики Башкортостан (1995), Заслуженный деятель науки Российской Федерации (1996)[16].